# 劇団時乃旅人
劇団時乃旅人（げきだん ときのたびびと）は、日本にある大阪の社会人劇団。

## 概要
劇団名の由来は、筒井康隆のSF小説「時をかける少女」をテレビドラマ化したNHK・少年ドラマシリーズ第一作「タイム・トラベラー」から取った。
劇団は、2014年春、現在の代表である髭和久がネット募集によりメンバーを募り、結成。
演目は、ジャンルにとらわれず観客に、わかりやすく、ファンタジックで、笑、そして感動に浸ってもらえるような物語を中心に演じる。
メンバーは学生から社会人、シニアまで、お芝居をすることが大好きな人たちが集まる。

## 公演経歴
- 2014年8月30日・31日、旗揚げ公演「夏空の光」（大阪阿倍野Stageplus）
- 2015年4月11日・12日、第二回公演「したたかな子猫たち」（なんばトリイホール）
- 2015年6月、演劇動物演番外公演「時間刑事episode0時空のオルフェ」（インデペンデントシアター）
- 2015年11月28日・29日、第三回公演「loveletter街の灯」（インデペンデントシアター）
- 2016年6月、演劇動物演番外公演「ハダカノココロ」（インデペンデントシアター）
- 2016年11月19日・20日、第四回公演「ローラ殺人事件」（なんばトリイホール）
- 2017年4月22日・23日、第五回公演「スプリング・コール」（HEP HALL）
- 2017年11月17日 - 19日、第六回公演（結成三周年記念公演）「時をかける少女」（HEPHALL）

## メンバー
- 髭和久
- タツミヤジョー
- 川村さよ
- ユリナ
- 日暮
- 辻本貴子
- 新子悠葵
- 落合真
- 山本真示
- 関井明日奈
- 飛田有理子